# Phrynobatrachus gutturosus
Phrynobatrachus gutturosus är en groddjursart som först beskrevs av Paul Chabanaud 1921.  Phrynobatrachus gutturosus ingår i släktet Phrynobatrachus och familjen Phrynobatrachidae. IUCN kategoriserar arten globalt som livskraftig. Inga underarter finns listade i Catalogue of Life.